# Курья (Курьинский район)
Курья́ — село в Алтайском крае, административный центр Курьинского района.

## География
Расположено в 279 км к югу от Барнаула. Село связано с городами и районами края автомобильными трассами. До ближайшей железнодорожной станции Поспелиха 60 км.

## История
Основано в 1749 году как Курьинское поселение. В связи со строительством православного храма Церковь иконы Божией Матери «Знамение», получило статус села.
В XIX веке, в связи с бурным развитием сельского хозяйства и экономики Южной Сибири, село становится административным центром Курьинской волости, относящейся к Бийскому уезду Томской губернии. В 1894 году из части волостей юго-западных территорий Бийского уезда (в том числе — Курьинская волость) создаётся новый Змеиногорский уезд Томской губернии.
Под воздействием революционной пропаганды комиссаров. представителей партии социалистов-революционеров, в 1905 году в Курье, как и в целом по Змеиногорскому уезду, прошли революционные волнения крестьян, общество которых, как и всегда во время революций, все разделилось на тех, кто поддерживал революционеров и на тех, кто хотел бы сохранить старый уклад жизни.
Летом 1917 года решением Временного правительства Российской державы южные волости и уезды выводятся из состава Томской губернии и образуют вновь создаваемую Алтайскую губернию.
В условиях Гражданской войны в 1918 и весной-летом 1919 массы молодых крестьянских парней и молодых алтайских казаков, порой принудительно, мобилизовывались в Сибирские армии Колчака. Мобилизация, а также реквизиция фуража и продовольствия вызвали многочисленные крестьянские волнения.
После Гражданской войны и прихода Красной Армии в Западную Сибирь в декабре 1919, в феврале 1920 года в селе Курьинском формируются первые органы советской власти — сельсовет и волисполком, а также волвоенкомат и волотдел милиции. Создаётся укрупнённая Курьинская волость, в которую вошли территории некоторые из соседних небольших волостей. Завершающий этап (осень 1919) Гражданской войны на Алтае был отмечен ростом краснопартизанских отрядов, которые в тылу белых армий (на территории уезда) захватывали целые районы и населённые пункты, организовывали в них революционные органы власти (ревкомы). По мере продвижения Красной армии партизаны присоединялись к ней. Однако партизанская вольница не терпела и воинской дисциплины, действовавшей в формированиях Красной Армии. Опять начались волнения и бунты среди прежних партизан. Советская власть жёстко покарала недовольных и оставшиеся служить бывшие красные партизаны отныне чётко стали подчиняться новым порядкам.
Крестьяне Курьинской волости с весны 1920 года впервые стали создавать товарищества по общественной обработке земли (ТООЗ), сельхозкоммуны и артели: здесь объединялись плуги, бороны, сеялки, веялки, гужевая сила и трудовые ресурсы крестьянских семей. Первая курьинская коммуна называлась «Надежда». Председателем был избран М. Ф. Черкасов. Объединяла коммуна 8 семей, едоков — 42 человека, трудоспособных: мужчин — 15, женщин — 10, рабочих лошадей — 20, коров дойных — 14, свиней — 20, гуси, утки, куры, овцы. Сохи нет, плугов — 5, борон — 4, сеялок — 1, косилок — 2, веялок — 1, пчелосемей — 8, земли — 300 десятин. Несмотря на помощь в 15 тысяч царских рублей со стороны Бюро коммун Алтайского губревкома, труд оказался нескоординированным, неорганизованным, предельно нерентабельным и убыточным. Осенью коммуна распалась.
Осенью 1924 года решением Сибревкома в ходе реформы районирования в Сибири до лета 1925 года постепенно упраздняются волости, уезды и губернии. Административно-территориальное устройство стало основываться на поселениях, управляемых сельсоветами и, на их основе — районов. Которые составляли вновь образованный Сибирский край. С 1924 года село становится административным центром Курьинского района. Здесь сформированы райком РКП(б)-ВКП(б), районный совет депутатов трудящихся, райисполком, районный суд, прокуратура, райотдел НКВД, редакция районной партийной газеты.
Согласно отчётам о работе Курьинского РКП(б) за 1925—1926 гг. в Курьинском районе насчитывалось 30 населённых пунктов, в них 4820 дворов, число жителей в 1926 г. — 27849 чел., мужчин — 13800, женщин — 14049 чел. Имелось мордовского населения 60 дворов с населением 348 чел., из которых мужчин — 164, женщин — 184. Население района — всё крестьянское, промышленности в районе нет за исключением кустарной, в состав которой входили: кожевенных заводов — 5 ед., кузниц — 44, водных мельниц — 29, ветряных — 10, маслобоек — не указано.
Население преимущественно занималось индивидуально сельским хозяйством. Коллективных сельхозартелей насчитывалось три единицы.
К весне 1929 года в районе имелось 3 вида коопераций: потребительская, сельскохозяйственная и молочная. Потребительских обществ — 9, пайщиков — 1398 членов; маслоартелей — 9, пайщиков — 2886 членов; сельхозкооперация — 1, пайщиков — 276 членов. В Курьинском районе коммуны были образованы или созданы в селах: Курья, Трусово, Акимовка, Новофирсово, Кузнецове, Мурзинка; сельхозартели 2 — в поселках Каменский и Ракиты; два ТООЗа — в посёлках Хомутинский, Батун. Их спешно реорганизовывали в колхозы (организации с жёсткой дисциплиной и без права работников на средства производства и на производимую продукцию — она отчуждалась немедленно государством). Процесс коллективизации сопровождался репрессиями, набирал обороты ГУЛАГ, начинавшийся в Сибкрае с создания для крестьян Сиблага. В период 1928—1935 гг., по прямому указанию ЦК ВКП(б), крайисполком Сибири проводил политику раскрестьянивания, все крестьянские семьи, имевшие в собственности дома и скотину (и не сдавшие её добровольно в колхозы) лишались сначала собственности на весь свой урожай (искусственный голод весной 1929), а затем лишались собственности и высылались в суровый Нарымский край. За 1928—1933 гг. из района было выселено раскулаченных 655 семей, что составило до 5 тысяч человек. Оставшееся население было вовлечено в развитие колхозного строя. Для тракторного обслуживания колхозов 2 февраля 1930 образовывается Курьинская машинно-тракторная станция (МТС), в 1934 создан Кузнецовская и Усть-Таловская МТС.
В 1930 году Сибирский край был реорганизован в Западно-Сибирский край. Из его состава в 1935 году была выведена южная территория, ставшая самостоятельным Алтайским краем.
1 октября 1933 года район был упразднён, перешли к Змеиногорскому району — Таловский сельсовет Курьинского района, к Покровскому району — Акимовский, Батунский, Ивановский, Курьинский, Краснознаменский, Краснощековский, Кузнецовский, Михайловский, Ново-фирсовский, Трусовский, Ручьевский, Суетский, Усть-беловский и Усть-Таловский сельсоветы, Курьинского района.
С началом Великой Отечественной войны мужчины села были мобилизованы на фронт. Во время Великой Отечественной войны 1941—1945 гг. в район из Саратовской области, в основном из Краснокутского района, были переселены немцы. После войны они до 1956 находились под надзором местной спецкомендатуры, затем осели в районе. Также были депортированы калмыки, которые проживали здесь до 1957 года.
В послевоенное трудное время село восстанавливало сельскохозяйственный потенциал.
В 1954—1957 годах в Сибирь, и в том числе в Курью, в Курьинский район, были направлены целинники из Воронежской, Тамбовской, Ленинградской областей. В связи с поднятием целинных и залежных земель межколхозная МТС укреплялись сельскохозяйственной техникой, образован целинный совхоз «Краснознаменский». Но с начала 1960-х годов, когда колхозы стали объединять в совхозы, жизнь в сёлах района начала угасать. Тогда же прошла реформа «укрупнения деревень» и большое количество малых сёл к 1970 году было ликвидировано. Часть населения переехала жить на центральные усадьбы совхозов, так как там открывались рабочие места. Однако бо́льшая часть мигрировала в города Алтайского края и Восточно-Казахстанской области. В состав Курьинского района с 1953 вошли Бугрышихинский сельсовет, с 1966 — Колыванский поссовет; в составе района находились 10 сельсоветов и 20 населённых пунктов.
К 1970-м годам развернулось строительство объектов соцкультбыта.
Сегодня на курьинской территории проживают люди различных национальностей: русские (доминирующее количество), немцы, украинцы, грузины, армяне, чеченцы, белорусы, таджики, казахи и киргизы.

## Население
| 1959  | 1970  | 1979  | 1989  | 1997  | 1998  |
| ----- | ----- | ----- | ----- | ----- | ----- |
| 3441  | ↗4083 | ↗4269 | ↗4394 | ↗4943 | ↘4735 |
| 1999  | 2000  | 2001  | 2002  | 2003  | 2004  |
| ↘4669 | ↗4839 | ↗4881 | ↘4532 | ↘4248 | ↘4247 |
| 2005  | 2006  | 2007  | 2008  | 2009  | 2010  |
| ↗4292 | ↘4286 | ↘4073 | ↗4093 | ↗4104 | ↘3835 |
| 2011  | 2012  | 2013  | 2014  | 2015  | 2016  |
| ↘3817 | ↘3755 | ↘3612 | ↘3554 | ↘3480 | ↘3375 |
| 2017  | 2018  | 2019  | 2020  | 2021  |       |
| ↘3341 | ↘3284 | ↘3239 | ↘3215 | ↗3426 |       |

## Инфраструктура
В селе работает много сельскохозяйственных предприятий разных форм собственности по выращиванию зерновых и других культур, рогатого и иного скота, есть предприятия по переработке молока, зерновых и иных продуктов сельскохозяйственной деятельности. Существует развитая торговая сеть, бытовые и иные организации, предоставляющие необходимые услуги, в том числе, государственной направленности (кадастровые, дорожные, коммунальные и другие).
В селе находятся Курьинский узел почтовой связи, Дворец культуры и искусств, автотранспортное и коммунальное предприятия, школа, медицинские учреждения (МБУК «Курьинская МБЦ» и сеть аптек), стадион, библиотека, музыкальная школа, музей, гостиницы.
Кроме этого 15 ноября 2013 года в селе был открыт «Мемориальный музей Калашникова М.Т.».

## Радио
- 102,4 Радио России / ГТРК Алтай

## Русская православная церковь
В селе находится старинное здание церкви, построенное в 1905 году.
```
— Церковь иконы Божией Матери «Знамение». Храм был построен в начале XIX века на средства прихожан. В 40-х годах XX века его закрыли, в здании разместилось зернохранилище, затем Дом культуры.
```

В 2012 году оно было возвращено церкви, начались реставрационные работы: полностью обновлена электропроводка, проведён ремонт, отлиты новые колокола. Для реставрации внешних конструкций специально подбирали кирпич и располагали фрагменты кладки так, чтобы она была максимально приближена к подлинной. На Колыванском камнерезном заводе были изготовлены четыре мозаичных панно. Три произведения искусства станут украшением фасада храма, одно из них пополнит церковную атрибутику для алтаря. Пол в храме и облицовка алтаря также выполнят колыванские мастера. В храме будут висеть специально созданные по технологии русской мозаики уникальные иконы, что придаст храму законченный и неповторимый вид. Церковь в Курье станет единственной в своем роде, так как она имеет архитектурные особенности, а по художественному решению будет единственной в России. Иконы и трон на алтаре выполнены из поделочного камня настолько тщательно, что выглядят издалека так, словно они написаны красками, поскольку мастера с ювелирной точностью подобрали оттенки камня.

## Люди, связанные с селом
- Калашников, Михаил Тимофеевич (1919—2013) — оружейный конструктор, создатель автомата Калашникова. В 1980 году в Курье был открыт бюст М. Т. Калашникову. Также ему было присвоено звание Почетного гражданина села Курьи. В селе каждый год проходит турнир по футболу на приз Калашникова, в 2001 году был организован военно-патриотический клуб[23].